# 米德特隆登峰
61°56′44″N 9°51′30″E / 61.94556°N 9.85833°E

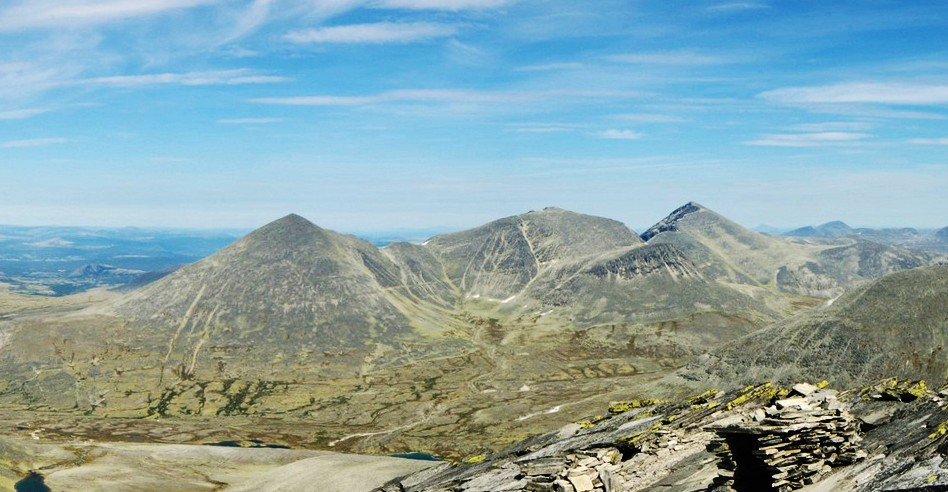

米德特隆登峰是挪威的山峰，位於該國東南部內陸郡，處於多夫勒，距離首都奧斯陸230公里，屬於龍達訥山脈的一部分，海拔高度1,360米，鄰近地區屬丘陵地勢。